# Lago Lugu
El lago Lugu léase Lu-Kú (en chino:泸沽湖, pinyin:Lúgū hú) está situado en una meseta entre las provincias de Yunnan y Sichuan en el suroeste de República Popular de China. El lago se encuentra a 270 kilómetros de la ciudad de Lijiang y se llega en seis horas.
La formación del lago se cree que ocurrió por una falla geológica ocurrida en el cenozoico tardío. Se trata de un lago alpino a una altitud de 2685 m s. n. m. , lo cual lo hace el más alto en la provincia de Yunnan. El lago está rodeado por montañas y tiene cinco islas, cuatro penínsulas, catorce bahías y diecisiete playas. Lo cual lo ha convertido en un sitio turístico.
Las orillas son habitadas por muchos grupos minoritarios étnicos, como los mosuo, norzu, pumi y yi. El más numeroso de todos ellos son el pueblo Mosuo, por eso es considerado como el hogar de la tribu.
El lago es llamado «lago madre» por el pueblo mosuo. También es conocido en los folletos de viajes chinos como la región de las amazonas por el papel importante y dominante que la mujer tiene.
El lago no es tan famoso por su atractivo, más bien por encontrase en la única región de China donde se conserva el sistema matriarcal, de acuerdo con el cual, las mujeres son dirigentes de las familias y todos los miembros familiares son descendientes de la misma mujer.

## Toponimia
En el idioma mosuo, Lugu quiere decir «caer en el agua» y hu, en chino, significa «lago», que combinados dan el nombre del lago.

## Geografía
El lago Lugu es un lago natural en el sistema de las montañas Hengduan y tiene forma de herradura. Se encuentra en una meseta alta en medio de las colinas del oeste de Yunan. La figura de león en la montaña que rodea el lago, es adorada como la diosa Gammo, es la principal deidad de los mosuo, que habitan en la zona. El lago tiene una cuenca de drenaje de 171,4 kilómetros cuadrados. El suministro principal del lago son las lluvias. La costa sur del lago se encuentra en Lijiang. El lago tiene una longitud de 9,4 kilómetros con un ancho de 8 kilómetros y su profundidad media es de 45 metros. La profundidad máxima del lago es de 93,5 metros, se menciona también en algunos medios, que es el segundo lago más profundo en China, después del lago Fuxian. El lago se encuentra limitado en ambos lados por montañas escarpadas y zonas boscosas. El lago es alimentado por el río Mosuo y la salida es el río Gaizu, que une el río Yalong y, finalmente llega al río Yangtze.

## Galería

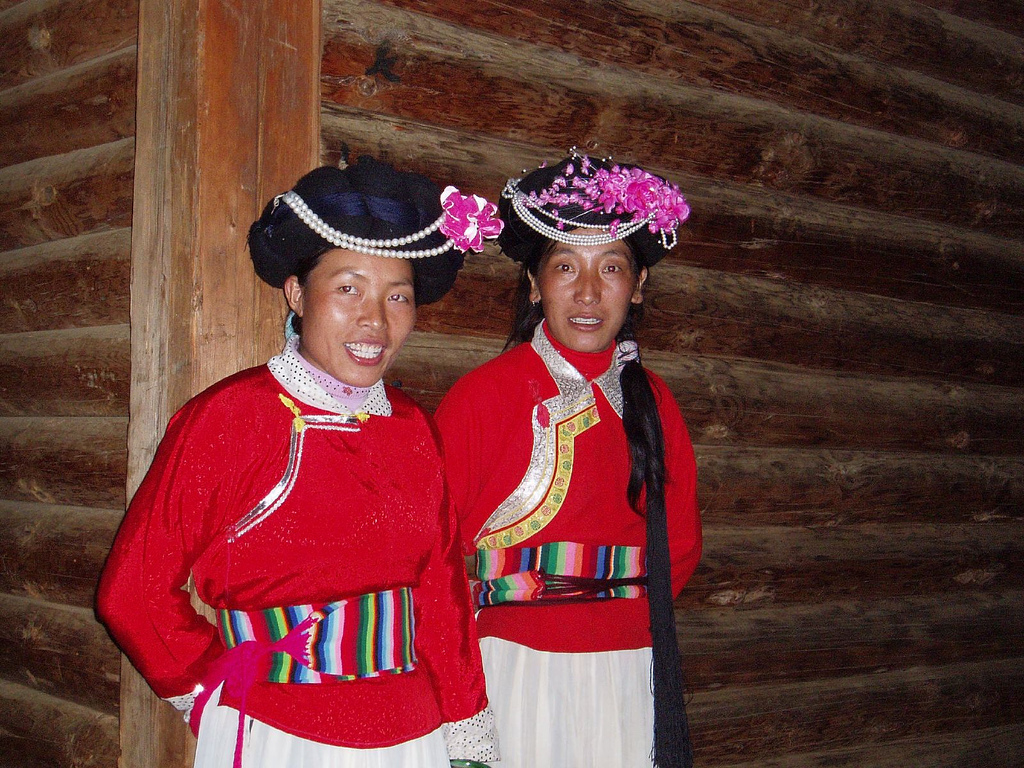
De la etnia musuo
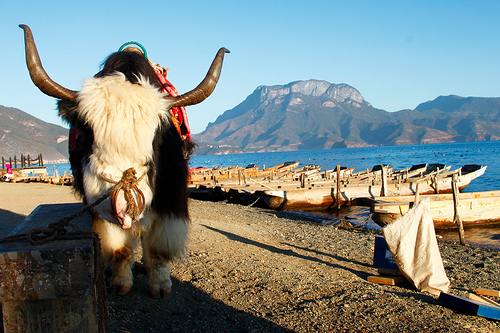
En las costas del lago
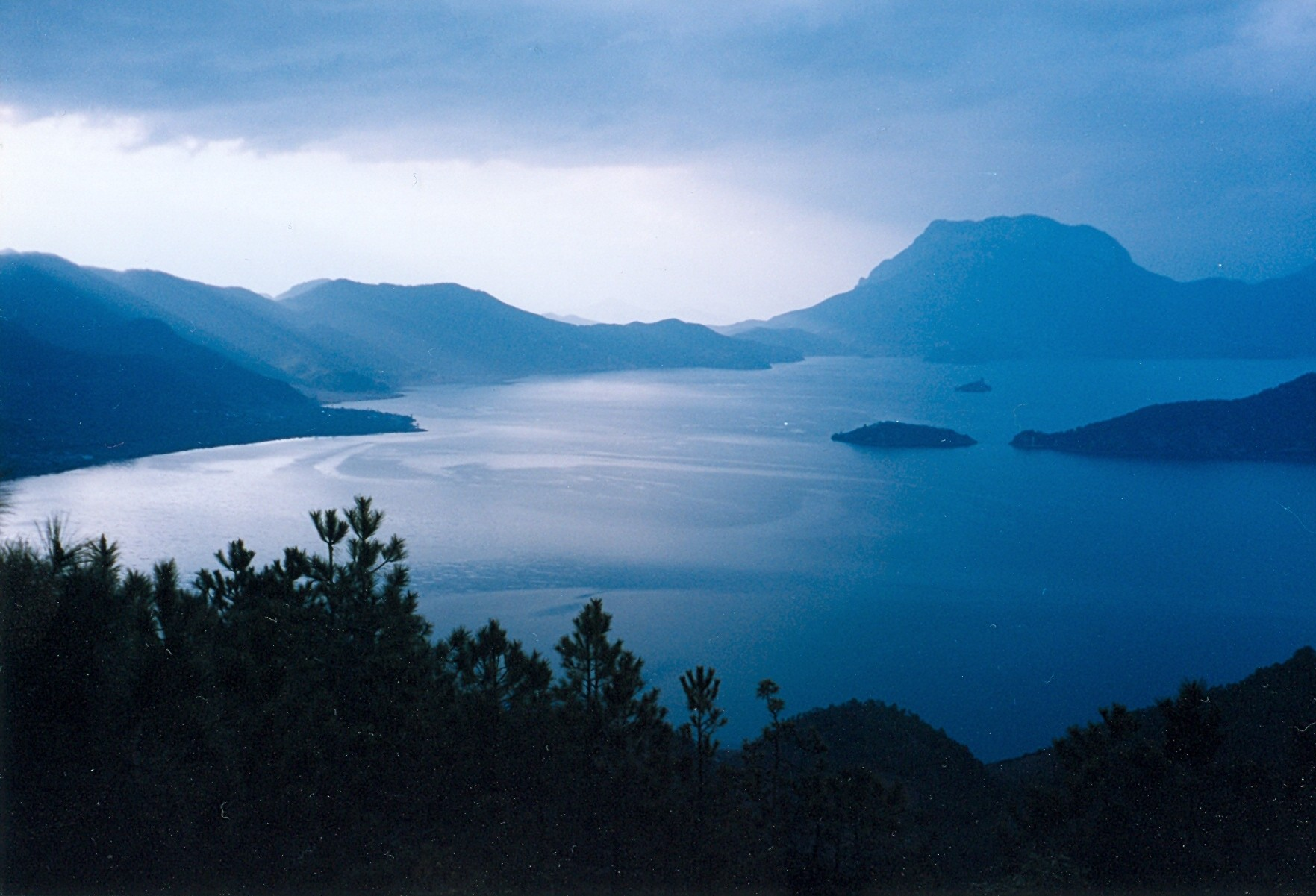
El lago al anochecer
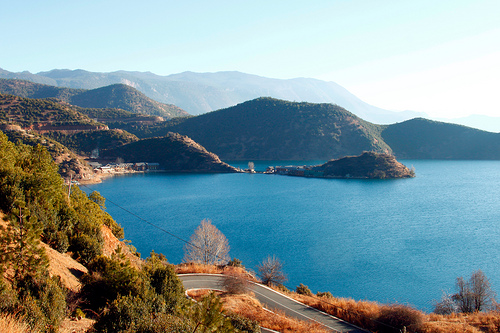
El lago de día
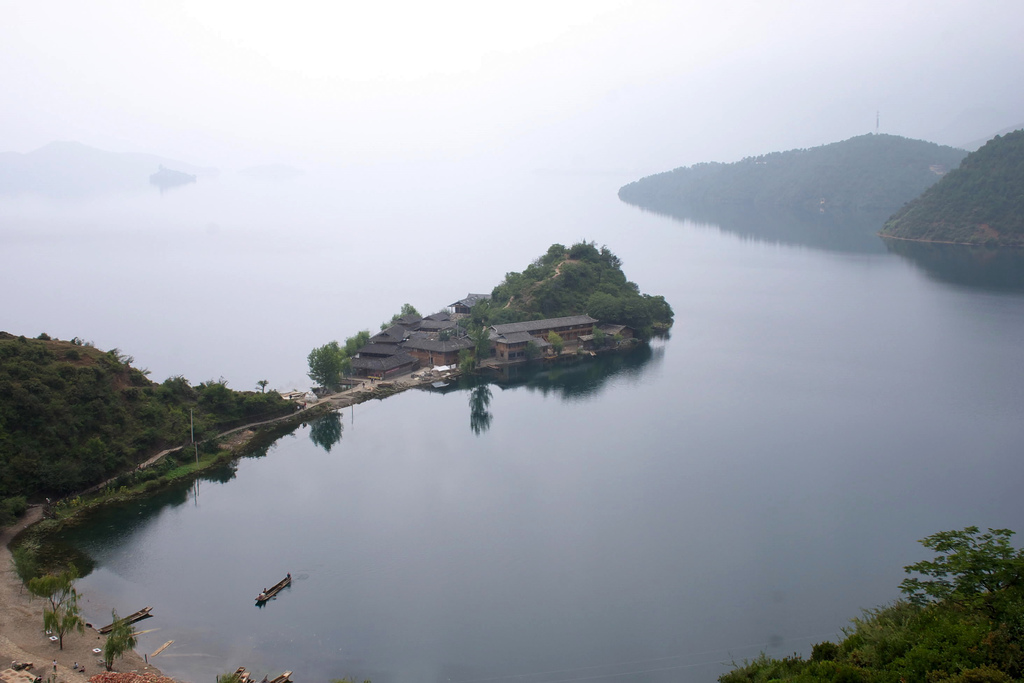
El lago entre dos provincias
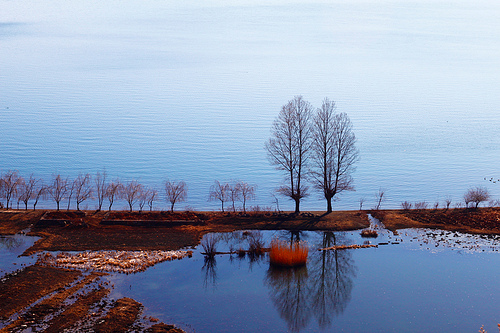
Día de lluvia
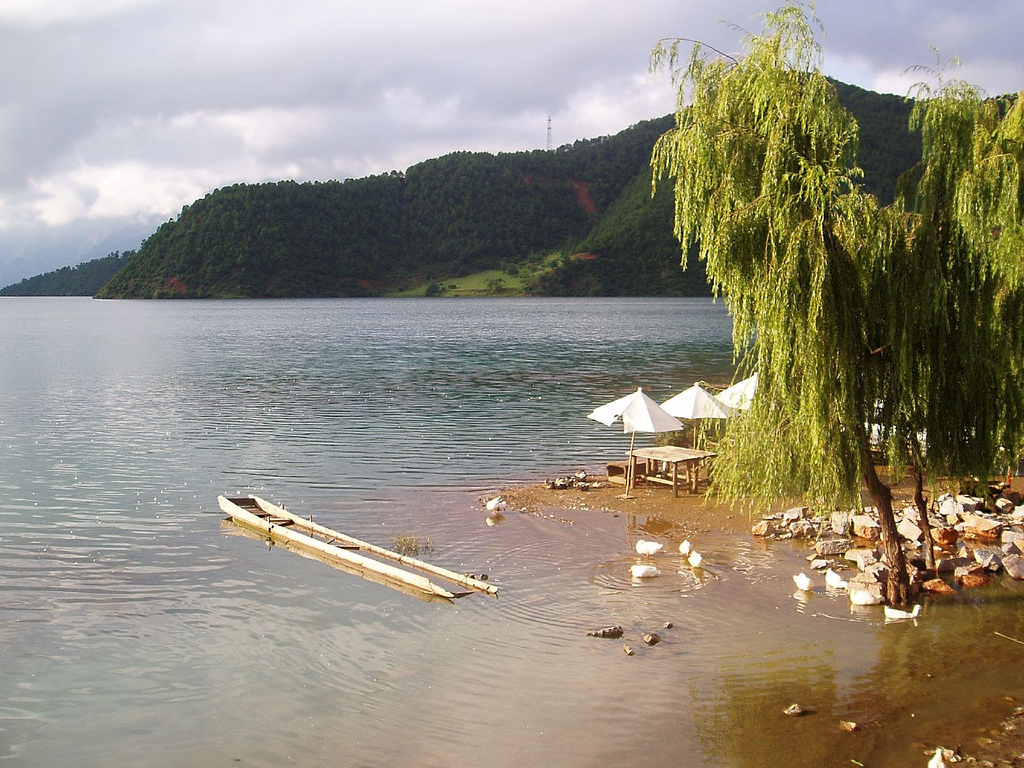
El lago y la mañana